# Mieke Bouve
Mieke Bouve (Sint-Niklaas, 5 augustus 1961) is een Belgisch actrice en politica voor de Volksunie, diens (gedeeltelijke) opvolger Spirit, vervolgens de sp.a en later Open Vld.

## Levensloop

### Actrice
Ze debuteerde in de tv-film De Blijde Dag (1980), waarin ze de rol speelde van Hélène Grisar. In 1983 speelde ze een rol (Katie) in de film Zaman, alsook in de tv-serie Geschiedenis mijner jeugd (Betke). Daarnaast was ze te zien in TV-Touché en de jeugdreeks Merlina (1983 - 1988), waarin ze de rol speelde van Ann De Schrandere of 'Boogschutter'. Vervolgens maakte ze deel uit van de casts van de tv-films Klinkaart (1984), Vluchtafstand (1985) en Mijnheer Halverwege (1987). In 1988 vertolkte ze de rol van Louisa in Gaston en Leo in Hong Kong en in 1989 was ze te zien in de tv-film Gejaagd door het Weekend. In de jaren 90 vertolkte ze de rol van inspecteur Marijke Meersman in Commissaris Roos (1990) en Camilla Thijssen in Wittekerke (1996 - '98). Daarnaast was ze te zien in de tv-film De Leraarskamer (1991) en speelde ze gastrollen in Alfa Papa Tango (1990), Niet voor Publicatie (1994, Monique van Gelderen), Freddytex (1994, inspecteur) en Heterdaad (1996, mevrouw Platel). Ook was ze van 1999 tot 2001 als Linda Verbist-Lievens te zien in Thuis.
Van 2002 tot 2006 was ze te zien in de jeugdreeks Spring (2002 - 2006), waarin ze de rol speelde van Marie-France Goegebuur-Van Mechelen. Daarnaast speelde ze gastrollen in F.C. De Kampioenen (2002, chique dame), Witse (2004, mevrouw Cnops) en De Wet volgens Milo (2004, mevrouw Schepens). Van 2007 tot 2009 vertolkte ze de rol van politiecommissaris Annelies De Vos in de VTM-soapserie Familie en was ze te zien in de film Man zkt vrouw (2007, Ingrid) en de kortfilm 13-04 (2007). In 2009 vertolkte ze gastrollen in de reeksen Flikken (apothekersvrouw) en Aspe (Mia Demeyer). 
In 2012 speelde ze gastrollen in Danni Lowinski (Catherine Depuydt), Vermist (Ingrid De Bock) en Code 37 (Marie-Louise Wijmeersch). In 2013 was ze te zien in De Komedie Compagnie, Aspe (Thérèse Desmedt), Binnenstebuiten (Christine Van Wijck), Rox (Van Veggel). In 2014 speelde ze mee in de film Trouw met mij! (Alderman) en persifleerde ze Angela Merkel en haar voormalige personage Marie-Ann 'Merlina' Meerschaut in twee afleveringen van de televisieserie Tegen de Sterren Op. In 2017 speelde ze mee in het vierde seizoen van Ghost Rockers (bewaakster van het museum).

### Politiek
Bij de lokale verkiezingen van 2000 werd ze politiek actief en stelde ze zich kandidaat op de VU&ID-kieslijst te Gent, maar werd niet verkozen.  In 2006 stond ze op de lijst van het progressieve kartel sp.a-spirit, maar werd wederom niet verkozen.
Eind februari 2010 werd ze tijdelijk gemeenteraadslid voor de sp.a in Gent als vervanger van de zwangere Lien Braeckevelt. Van april tot juli 2011 verving ze Annelies Storms, die ouderschapsverlof opnam. Eind 2011 volgde ze als gemeenteraadslid Anne Van Lancker op, die de politiek verliet.  Bij de gemeenteraadsverkiezingen in 2012 kwam Bouve opnieuw op, ditmaal voor het kartel sp.a-Groen, maar ze werd niet verkozen. In september 2013 kwam ze als vervanger tijdens de moederschapsrust van Astrid De Bruycker tijdelijk toch weer in de gemeenteraad. Vanaf 2015 zetelde ze opnieuw in de gemeenteraad nadat Bram Vanderkerckhove zijn mandaat opgaf. Misnoegd over het Gentse circulatieplan en het stedelijk beleid inzake de gekraakte woningen stapte ze in april 2018 over naar Open Vld, waar haar een prominente plaats op de kieslijst werd beloofd. Meteen daarop verliet ze de gemeenteraad. Vanop de 9de plaats werd ze effectief verkozen en zetelt zo vanaf 2019 opnieuw in de gemeenteraad.

## Uitslagen verkiezingen
| Verkiezing              | Kieskring | Datum           | Lijst       | Plaats op lijst | Voorkeursstemmen | Uitslag     | Partijuitslag binnen kieskring |
| ----------------------- | --------- | --------------- | ----------- | --------------- | ---------------- | ----------- | ------------------------------ |
| Gemeenteraadsverkiezing | Gent      | 8 oktober 2006  | sp.a-spirit | 34e plaats      | 1.049            | 5e opvolger | 31,58 %                        |
| Gemeenteraadsverkiezing | Gent      | 14 oktober 2012 | sp.a-Groen  | 20e plaats      | 1.633            | 2e opvolger | 45,5 %                         |
| Gemeenteraadsverkiezing | Gent      | 14 oktober 2018 | Open Vld    | 9e plaats       | 1.270            | verkozen    | 25,2 %                         |